# The Melbourne Cup (pel·lícula de 1896)
The Melbourne Cup va ser una pel·lícula sobre la cursa de cavalls de dues milles guanyada per Newhaven que va tenir lloc el dimarts 3 de novembre de 1896.
Marius Sestier va filmar la cursa de cavalls Melbourne Cup de 1896 en una sèrie de pel·lícules sobre el Melbourne Cup Carnival. La funció, que constava de 10 pel·lícules d'un minut mostrades en ordre cronològic, es va estrenar al Princess Theatre de Melbourne el 19 de novembre de 1896.
Una o més de les pel·lícules es van rodar al Derby Day, dissabte 31 d'octubre de 1896, quan Newhaven va guanyar el Victoria Derby.
Ha estat aclamada com la part principal del primer programa de cinema d'Austràlia produït i projectat amb èxit.

## Sinopsi
Arribada del tren a l'andana Hill de l'estació de tren de l'hipòdrom de Flemington. Multitud a la gespa prop de la tribuna. L'arribada del governador Lord Brassey. Cavalls al Paddock. Finalització de la cursa d'obstacles del dia de la Copa. Pesatge de la Copa. El final de la cursa. Lady Brassey col·locant la cinta blava a Newhaven (això es va informar el dissabte quan Newhaven va guanyar el Victoria Derby). Té de la tarda sota el tendal. Newhaven amb el seu entrenador W. Hickenbotham i el jockey H. J. Gardine.

## Llista dels rodets de pel·lícules de Melbourne Cup Carnival
1. Arribada dels assistents a la cursa a l'andana Hill de l'estació de tren de l'hipòdrom de Flemington
2. La gespa prop de l'estand de la banda
3. L'arribada de la seva excel·lència el governador
4. Cavalls al paddock de sellells
5. Lady Brassey col·locant el Blue Ribbon a Newhaven
6. Finalització de la cursa d'obstacles del dia de la Copa
7. Pesatge de la Copa
8. La Melbourne Cup, el final de la carrera
9. A prop de la tribuna
10. Té de la tarda sota el tendal
11. Newhaven amb el seu entrenador W. Hickenbotham i el jockey H. J. Gardiner[6]